# Мисато (Миядзаки)
Мисато (яп. 美郷町 Мисато-тё:) — посёлок в Японии, находящийся в уезде Хигасиусуки префектуры Миядзаки. Площадь посёлка составляет 448,72 км², население — 5741 человек (1 августа 2014), плотность населения — 12,79 чел./км².

## Географическое положение
Посёлок расположен на острове Кюсю в префектуре Миядзаки региона Кюсю. С ним граничат города Нобеока, Хюга, Сайто, посёлки Кидзё, Кадогава, Хинокаге и сёла Мороцука, Сииба.

## Население
Население посёлка составляет 5741 человек (1 августа 2014), а плотность — 12,79 чел./км². Изменение численности населения с 1980 по 2005 годы:
| 1980 | 10 709 чел. |  |
| 1985 | 9855 чел.   |  |
| 1990 | 8984 чел.   |  |
| 1995 | 8251 чел.   |  |
| 2000 | 7509 чел.   |  |
| 2005 | 6874 чел.   |  |